# 55565 Ая
(55565) Ая — це один із великих транснептунових об'єктів (ТНО) у поясі Койпера, який не перебуває в орбітальному резонансі з Нептуном. Такі об'єкти називають «к'юбівано» — вони мають відносно стабільні орбіти та не зазнають значного впливу гравітації від великих планет. Цей об'єкт є десятим за яскравістю серед усіх відомих транснептунових об'єктів, що свідчить про його значні розміри та, можливо, високий альбедо. Його діаметр оцінюють щонайменше в 600 км, за розмірами він приблизно дорівнює об'єктам 307261 Мані та 2013 FY27. Попри свої значні розміри, (55565) 2002 AW197 досі залишається без офіційної назви, що робить його одним із найбільших безіменних об'єктів у Сонячній системі. Об'єкт було відкрито у 2002 році в обсерваторії Паломар під час одного з оглядів неба, спрямованих на пошук нових транснептунових об'єктів.
2002 AW197 здійснює один оберт навколо своєї осі за 8,8 години, що є типовим значенням для великих об'єктів поясу Койпера. Він має помірно червоний відтінок, що свідчить про наявність складних органічних сполук (толінів) на його поверхні. Астроном Гонзало Танкреді припускає, що за результатами фотометричних спостережень цей об'єкт має сфероїдальну форму з невеликими ділянками підвищеного альбедо — тобто деякі частини поверхні відбивають більше світла, ніж інші. Загалом 2002 AW197 має низьке альбедо, тобто його поверхня відбиває мало сонячного світла. Це свідчить про відсутність значних геологічних процесів. Наприклад, карликові планети, такі як Плутон чи Ерида, мають свіжіші й світліші області завдяки геологічній активності, яка постійно оновлює їх поверхню. У випадку 2002 AW197 такої активності не спостерігається, що вказує на його порівняно стабільний та незмінний стан протягом мільярдів років.

## Опис

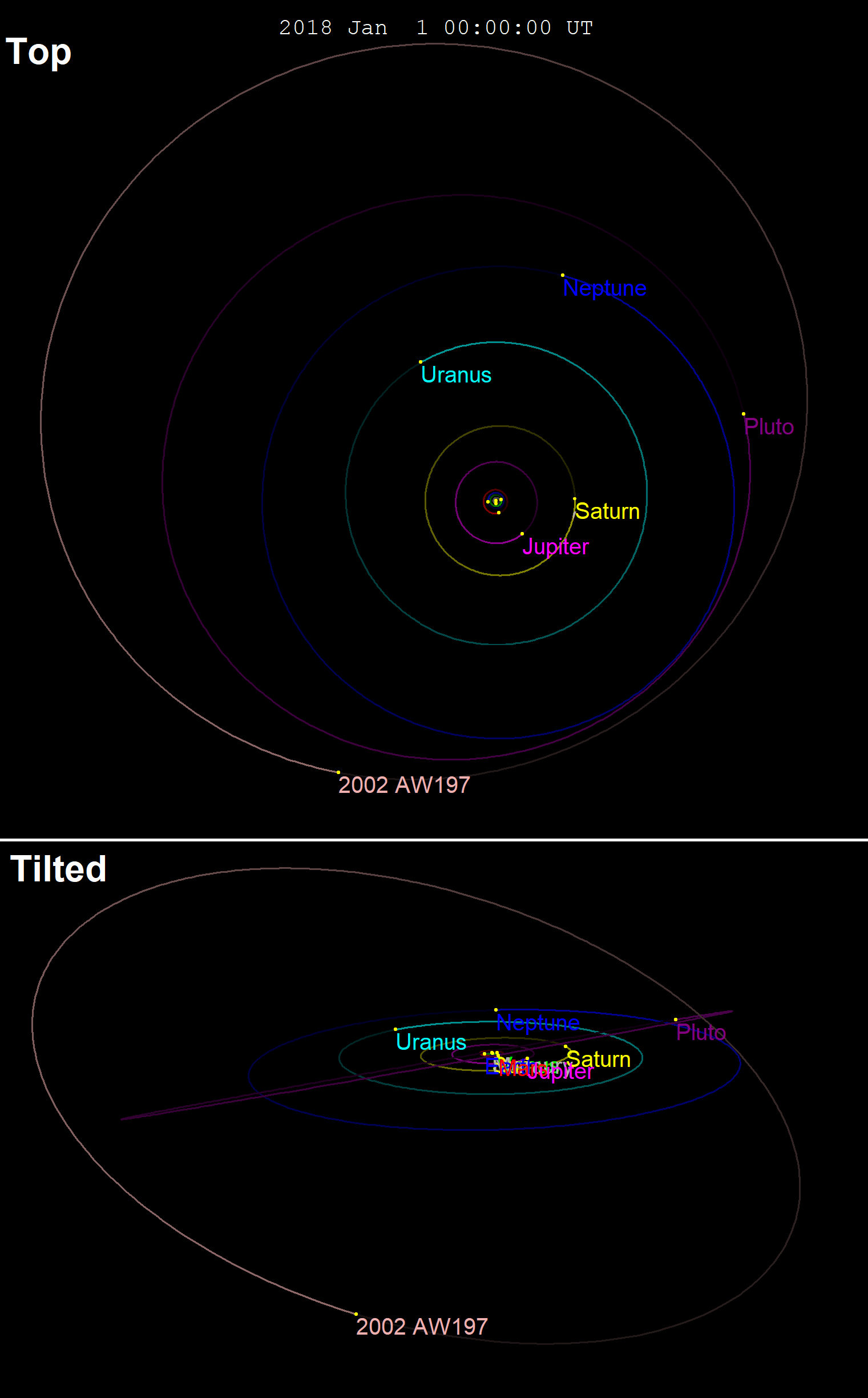
Орбіта 2002 AW197 2018 рік

### Відкриття
2002 AW197 був відкритий 10 січня 2002 року групою астрономів в Обсерваторії Паломар, що знаходиться в Каліфорнії, США. До команди відкривачів входили Майкл Браун, Чедвік Трухільйо, Елеанор Гелін, Майкл Гікс,Кеннет Лоуренс та Стівен Прадо. Ця команда працювала над пошуком нових великих об'єктів у поясі Койпера, і відкриття 2002 AW197 стало ще одним важливим кроком у дослідженні зовнішніх областей Сонячної системи.

### Орбіта та класифікація
2002 AW197 рухається навколо Сонця по орбіті з діапазоном від 40,9 до 53,2 астрономічних одиниць (а.о.), роблячи повний оберт приблизно за 322,6 років (або понад 117 800 днів). Його середня відстань від Сонця — 47 а.о. Його орбіта має ексцентриситет 0,13, що означає, що вона трохи витягнута, а нахил до площини екліптики становить 24°. Це досить типовий нахил для об’єктів поясу Койпера, які не перебувають у резонансі з Нептуном.
Перші зображення 2002 AW197 були зроблені ще в грудні 1997 року в рамках програми Haleakala-NEAT/GEODSS, тобто більш ніж за чотири роки до його офіційного відкриття в Обсерваторії Паломар. Зараз цей об’єкт знаходиться на відстані 45,4 а.о. від Сонця і поступово наближається до нього. Вчені прогнозують, що у травні 2078 року він досягне перигелію (найближчої до Сонця точки своєї орбіти), коли відстань скоротиться до 41,1 а.о.

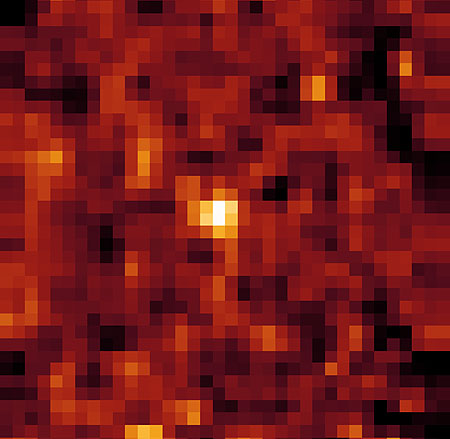
2002 AW197 на знімку Спітцера 13 квітня 2004 року

### Фізичні характеристики
Спостереження теплового випромінювання, отримані за допомогою космічних телескопів Гершель та Спітцер, дозволили оцінити діаметр 2002 AW197 на рівні 768 ± 39 км. Його геометричне альбедо (тобто відбивна здатність поверхні) становить 0,112 ± 0,012. Це означає, що об'єкт відбиває лише близько 11,2% сонячного світла, яке на нього потрапляє. Таке низьке альбедо свідчить про темну поверхню, можливо, вкриту толінами — складними органічними сполуками, що утворюються під дією ультрафіолетового випромінювання Сонця на метановмісні льоди. Подібне покриття спостерігається на інших об'єктах поясу Койпера, таких як Плутон та Харон.

#### Поверхня
Аналіз спектрів, проведений Європейською південною обсерваторією (ESO), показав, що 2002 AW197 має виражений червоний відтінок, що свідчить про наявність органічних матеріалів на його поверхні. Водночас, виявлено відсутність льоду води, що відрізняє його від інших об'єктів поясу Койпера, таких як 50000 Квавар, який має схожий червоний відтінок, але в ньому знайдено лід. Цей червоний відтінок на поверхні 2002 AW197 вказує на присутність олігомерних органічних сполук, які часто зустрічаються на об'єктах, розташованих за орбітою Нептуна. Це може бути результатом хімічних процесів, таких як радіаційне фотохімічне перетворення органічних матеріалів під дією ультрафіолетового випромінювання Сонця.